# Le Courrier australien
Le Courrier australien est un journal en ligne bilingue français-anglais basé à Sydney, Nouvelle-Galles du Sud, Australie.

## L'histoire
Publié pour la première fois à Sydney le 30 avril 1892, Le Courrier australien est le plus vieux journal australien en langue étrangère. C'est un journal bilingue qui fournit des informations et des nouvelles à la communauté, à la fois en anglais et en français.
Le Courrier australien a joué un rôle fondamental dans l'intégration de la communauté francophone en Australie, tout en proposant aux australiens un contact avec la langue, la culture, la philosophie et le mode de vie français depuis plus de 125 ans.
La publication du journal imprimé a pris fin en 2011. Le journal a été numérisé et est disponible sur TROVE, bibliothèque en ligne de la bibliothèque nationale d'Australie.

## Site web d'actualités
Après 5 ans de suspension de l'activité, Le Courrier australien a été relancé en octobre 2016 par Bernard Le Boursicot OAM et François Vantomme, fondateur et rédacteur en chef de VoilaSydney.com, en format numérique, à la fois en anglais et en français.
Basé à Sydney, le site web fournit des informations, des reportages et des interviews sur l'Australie et sur la France. Il couvre également le Pacifique et l'actualité internationale. Il est le plus important médias de langue française basé en Australie.